# لويس روبرتو باروسو
لويس روبرتو باروسو (بالبرتغالية: Luís Roberto Barroso‏) هو قاضي ومحامي برازيلي، ولد في 11 مارس 1958 في Vassouras ‏ في البرازيل.

## وصلات خارجية
- الموقع الرسمي